# Angmar
Angmar (‘casa de hierro’ en sindarin) es un lugar ficticio perteneciente al legendarium del escritor británico J. R. R. Tolkien. Es un reino fundado en el año 1300 T. E., en el extremo norte de las montañas Nubladas por el que resultó ser el Señor de los Nazgûl, quien fue conocido como el Rey Brujo de Angmar. Ya que el Rey Brujo era un vasallo del Señor Oscuro Sauron, es lógico pensar que las guerras de Angmar contra los reinos sucesores de Arnor fueron llevadas a cabo por órdenes de Sauron.
La capital de Angmar era Carn Dûm. El reino estaba conformado por hombres mezquinos, enemigos de los Dúnedain, y orcos.

## Historia
Poco tiempo después de su fundación, guerreó contra los reinos divididos de los Dúnedain: Arthedain, Cardolan y Rhudaur. El Rey Brujo conquistó Rhudaur, el más débil de los reinos que habían sucedido a Arnor, y reemplazó al rey por Hwaldar, uno de los hombres nativos de una tribu que descendía del linaje "maldito" de Ulfang.
Ahora bajo el control del Rey Brujo, Rhudaur invadió en 1356 T. E. a Arthedain y en el ataque el rey Argeleb I fue muerto. Sin embargo, con la ayuda de los ejércitos de Cardolan, Arthedain consiguió mantener una línea defensiva a lo largo de las Colinas del Viento.
En 1409 T. E. Angmar atacó Cardolan, destruyendo este reino. Al mismo tiempo, Rhudaur desapareció, por lo que solo quedaba Arthedain como el único remanente del reino de los Dúnedain en Arnor. Arthedain, privado de aliados, luchó durante 500 años más.
En 1974 T. E. Angmar amasó sus fuerzas y lanzó un asalto final sobre Arthedain. Angmar tomó la capital Fornost, acabando así el último reino de los Dúnedain del norte. El rey Arvedui fue empujado hacia el extremo norte y se refugió con los hombres de la Bahía de hielo de Forochel. Pidió ayuda a Gondor valiéndose de una de las Palantir que tenía en su Poder. 
Un año más tarde, el Príncipe Eärnur de Gondor desembarcó en los Puertos Grises con un ejército de Dúnedain para ayudar a Arthedain, pero llegó demasiado tarde. Sus hombres se reunieron con un ejército de Elfos enviado por Elrond encabezado por Glorfindel, quienes destruyeron completamente las fuerzas de Angmar en la Batalla de Fornost, pero el Rey Brujo no fue muerto. Escapó y se refugió en Mordor. El ejército de Elfos y Hombres marchó hacia Carn Dûm destruyendo la ciudad y matando a todos sus habitantes, llegando así el final del reino en Angmar.

## Geografía

### Carn Dûm
Carn Dûm es la fortaleza principal del Reino de Angmar, se ubicaba en el extremo septentrional de las Montañas de Angmar, y en la ladera sur de la última montaña de esa cordillera. No se conoce la fecha de su fundación pero es probable que date de la misma época en la que los Hombres de las Colinas fortificaron, la parte septentrional del reino de Rhudaur (entre 1300 y 1400 T. E.).
Su nombre es Sindarin y puede traducirse como Valle Rojo, compuesto por la palabra _Carn_ “Rojo”, raíz KARAN y la palabra _Dûm_ que proviene del Élfico primitivo _Tûm_ (como en Tumladen) que cambia por mutación mixta, que significa “valle profundo de montaña”, raíz TUB.

### Montañas de Angmar
En realidad las Montañas de Angmar son una extensión de las Montañas Nubladas, que se elevan hacia el noroeste del Monte Gundabad, describiendo una curva que mira a la bahía de Forochel, en su extremo nororiental y sobre las laderas sur de sus últimas estribaciones se ubica la fortaleza de Carn Dûm.

## Representación en adaptaciones
En la película El hobbit: un viaje inesperado, durante la reunión del Concilio Blanco en Rivendel, el mago Gandalf el Gris muestra una Hoja de Morgul hallada en Dol Guldur por Radagast el Pardo. La elfa Galadriel cuenta que dicha hoja pertenece al Rey Brujo de Angmar, y que fue enterrada junto a él en unas ominosas tumbas situadas en los fríos páramos del norte de Rhudaur con poderosos hechizos élficos, después de que los dúnedain derrotaran a Angmar; lo que supone una licencia con respecto a los escritos de Tolkien, ya que el Rey Brujo nunca fue encerrado en una tumba, sino que huyó al Sur y se instaló en Minas Morgul en el año 2002 de la Tercera Edad.
En la película El hobbit: la batalla de los Cinco Ejércitos, Legolas menciona Angmar a Tauriel: cuando se encaminan hacia el monte Gundabad el elfo ubica Angmar detrás de él, comentando que allí combatió y murió su madre, y describiendo aspectos básicos de la región.
En el videojuego El Señor de los Anillos: la batalla por la Tierra Media II: el resurgir del Rey Brujo, la campaña de un solo jugador cuenta la historia de Angmar con algunas licencias sobre los escritos de Tolkien, su conquista del reino de Arnor y su caída. Además, se ha agregado a Angmar como nueva facción en el juego.
En el videojuego The Lord of the Rings Online, Angmar es el eje en torno al que gira la trama (de hecho el juego base venía con el subtítulo "Shadows of Angmar", o Sombras de Angmar), con un resurgir de la oscuridad que habita en su seno que constituye el origen de gran parte de los problemas y conflictos que debe afrontar el jugador en sus viajes por Eriador.
- Datos: Q719496